# 香港2008年3月

## 3月31日
（請按此參閱當天之報章頭條）
- 近日市民擔心食米價格急升，紛到超市及雜貨店搶購食米，有進口商指食米失收且出口商囤積食米，使價格急升。商務及經濟發展局長馬時亨呼籲市民毋須恐慌搶購，而總理溫家寶亦強調，中國有足夠糧食庫存，亦能保證對港澳的供應。 星島日報
- 九巴一輛巴士凌晨時分於天慈路天慈邨九巴車廠停泊時，懷疑因電線短路的關係，發生爆炸，迅即起火，波及鄰近的一批九巴，火勢特別猛烈，消防員用去約45分鐘將火撲滅。明報

## 3月30日
- 大埔公路沙田段清晨有食水掣故障，沙田和火炭部分地區暫停供水近12小時。 亞視新聞

## 3月29日
- 消防處鑒於水底環境及潛水組人員的安全，與烏克蘭政府相討後，兩地政府同意將龍鼓水道的沉船拯救任務推展至打撈階段。潛水組停止水底搜索，而打撈人員正用綱纜包圍船身，當一切準備就緒後，華天龍便會赴港吊起沉船。 明報

## 3月28日
（請按此參閱當天之報章頭條）
- 立法會議員李柱銘決定不再參加九月的立法會選舉，他期望以此交棒給新一代，強調今次決定並非由於支持度下跌。有學者指出，民主黨已出現青黃不接的情況，對立會選情不利。而民建聯則會積極開拓票源，並提拔新人出選。 [來源請求]
- 一年一度的香港國際七人欖球賽在香港大球場展開，香港欖球隊在開幕戰以12-24不敵澳洲欖球隊。 [來源請求]

## 3月27日
（請按此參閱當天之報章頭條）
- 長和系公布去年業績，和黃3G業務有改善，董事局主席李嘉誠對香港樓市及股市前景樂觀。 明報
  - 和黃由於核心業務表現強勁，加上出售資產及3G業務改善，全年盈利達306億港元，增長53%，每股末期息維持派1.22港元。李指3G業務已有改善，但須在損益表上有盈利才派息。而長實全年盈利亦增53%。
  - 李嘉誠表示次按危機或令美國經濟衰退，香港難免受影響，但情況不算嚴重。而李嘉誠亦提及，內地貨櫃業已取代香港地位，政府無須再建貨櫃碼頭。另李嘉誠表示與兩個兒子關係良好，亦未想過退休。
- 香港整體吸毒人數10年來首次回升，情況令人關注，政府建議制訂全方位的禁毒策略。 香港政府新聞公報 （页面存档备份，存于）
  - 律政司長黃仁龍表示，當局將於六月底開展大型禁毒活動，並會從宣傳教育、戒毒治療及執法等方面著手以遏毒品問題。另因「濫藥」未能清晰傳遞吸食後的嚴重性，建議改用「吸食精神科毒品」以增阻嚇作用。
  - 而2007年整體吸食毒品人數為13,491人，按年上升1.8%，而21歲以下吸毒者更增加13.1%。禁毒常務委員會主席蔡元雲指，吸毒年輕化及服食精神科毒品的情況日益嚴重，委員會將全力支持專責小組的工作。
- 消防續於龍鼓水道沉船意外現場搜救，暫無再尋獲失蹤船員。消防處長盧振雄指，由於過去兩天有蛙人在搜救時出現減壓症及有裝備被雜物纏著而遇險，正考慮停止搜救工作。而廣州打撈局表示，打撈船華天龍暫不赴港協助打撈。 明報
- 市民可於即日起在30個政府場所，免費使用WiFi無線上網服務。市民可選擇「加密系統」，在登入網站前輸入政府設定的名稱及密碼，以減資料被盜的機會。而系統亦設過濾系統，以阻止用戶登上色情或載有不良資訊的網頁。 香港政府新聞公報 （页面存档备份，存于）
- 英國最新一期的香港半年報告書表示，一國兩制原則整體上繼續在香港運作，期待特區政府盡快提出具建設性的方案，在2012年選舉中促進民主發展。政制及內地事務局歡迎報告書的結論，中國中央及特區政府會致力達至普選。 大公報
- 威爾斯親王醫院一內科男病房爆發流感，共涉及7名男病人，其後實驗室證實全部均對甲型流感測驗呈陽性反應，該七人全部隔離治療。另外，該內科男病毒一名職員疑似感染流感

## 3月26日
（請按此參閱當天之報章頭條）
- 當局凌晨在龍鼓水道沉船的機房附近發現兩具烏克蘭船員的屍體。消防處指救援行動困難重重，有消防蛙人的供氣喉被雜物纏著而需救援，而轉去其他樓層時風險將繼增。打撈船華天龍號最快周末抵港，預計需要七至十日打撈。 明報
- 全港小學及幼稚園於3月31日復課，當局指決定復課是因為流感爆發情況已穩定，流感病毒並無變種或惡化。由於學校於復課後或會有流感爆發個案，政府已為個別學校停課開發指引，而家長亦須於每天為子女量度體溫。 明報

## 3月25日
（請按此參閱當天之報章頭條）
- 受美國股市回升刺激，恆指急升逾1,300點。恆指高逾700點後持續上升，下午升勢更見凌厲，恆指收報22,464.52，升1,356.30，成交1005.98億港元。市場憧憬中資股份業績理想，加上內地股市下午回穩，刺激國企指數重上11,000點水平。 明報

## 3月24日
（請按此參閱當天之報章頭條）
- 在龍鼓水道沉沒的烏克蘭拖船，18名船員仍失蹤，亞洲最大的海上起重機「華天龍」將協助打撈。 明報
  - 當局繼續在意外現場搜索，但引述按醫療研究指，即使船內仍有氧氣，被困者也只能存活12小時，但當局會繼續救援工作。而烏克蘭駐華大使亦有到場視察，他表示烏克蘭政府已成立了專責小組，星期二將到港協助調查是次意外。
  - 消防處指出，由於沉船陷入淤泥，且海域水流湍急，難以將船拖到較淺水地方救援，他們已用兩條鋼纜穩定船身。而廣州打撈局表示，由於沉船體積較預期大，決定動用亞洲最大的海上起重機「華天龍」，最快於周五到港協助打撈。

## 3月23日
- 當局連夜在龍鼓水道撞船意外現場尋找失蹤船員，海事處正就事件展開調查。 明報
  - 多個政府部門動員逾百人，搜救懷疑被困船艙內的18名船員。消防處指，由於現場水流湍急，且沉船處於35米深的海底且船身反轉，使救援難度增加。處方曾九次派蛙人到海底找尋但無果，現階段難以評估失蹤者的生還機會。
  - 至於海事處長譚百樂表示，事發時天氣適合航行，亦無證據顯示有船隻超載，現正就事件展開調查。當局已召來打撈船，嘗試將沉船拖往陰澳附近的淺水區。處方已聯絡烏克蘭沉船所屬的公司，以便協助進行搜救工作。
  - 水警輪凌晨在海上救起六名烏克蘭籍船員和一名中國籍船員，他們被送往大欖水警基地後，再由救護車轉到屯門醫院治理。他們獲救時全身濕透但清醒，經治理後已全部出院。烏克蘭當局已得悉事件，並於日內派員到香港協助調查。

## 3月22日
（請按此參閱當天之報章頭條）
- 警方把涉及北角性工作者謀殺案的疑犯帶返現場重組案情，30歲的疑犯被疑犯黑布蒙頭，由探員帶上兇案現場。其間警方封鎖電氣道一帶，現場亦有警員戒備，歷時約20分鐘。至於較早前另一名懷疑涉案男子，現時已獲准保釋。 明報[1]
- 受冷鋒影響，香港大部分地區於下午錄得超過20毫米的雨量。天文台預計星期日最低氣溫會跌至17度，隨後兩三天早上天氣較為清涼。在大雨期間，有師生下午在大欖郊野公園被困，而何文田及大埔道則發生交通意外。 [來源請求]
- 在新西蘭四死一傷車禍中受傷的香港女子，目前仍在當地醫院留醫，情況穩定。家屬下午啟程前往奧克蘭，中國駐奧克蘭總領事館於下午派員到醫院探望傷者，並為死者家庭提供協助。入境處表示，暫時毋須須派人前往奧克蘭。 明報
- 屯門龍鼓水道發生撞船意外。事發於晚上9時許，一艘補給船與一艘貨船在大小磨刀對開海面相撞，其中補給船迅即入水下沉。當局經搜索後救起7名墮海人士，另沉船上仍有18人失蹤，當局通宵在出事海域搜索沉船失蹤者。 明報[]

## 3月21日
- 香港一個5人家庭，在奧克蘭南部克利夫登遇上車禍。5人在當地時間星期五中午，租用私家車作自助旅遊，期間在公路與一架四驅車相撞，5人4死1重傷。入境處已跟中國駐當地總領事館聯絡，協助尋找家屬和提供協助。 明報
- 青沙公路沙田至長沙灣段早上正式啟用，從大圍往來西九龍只需約10分鐘。由早上至下午4時，約有7000架次的車輛使用新路。有司機認為新路能節省時間，但指示則不夠清晰；亦有櫃車司機指新路較好走，但稍後才全面使用新路。 明報

## 3月20日
（請按此參閱當天之報章頭條）
- 高等法院裁定，保護海港協會就反對中環灣仔繞道臨時填海工程的司法覆核勝訴，法官夏正民同意即使填海屬臨時性質，但亦應受法例所約束。協會顧問徐嘉慎對裁決表示歡迎，而運輸及房屋局則表示正研究判詞，再決定是否上訴。 明報
- 警方凌晨在柴灣拘捕一名32歲男子，涉嫌與較早前北角一名性工作者被殺案件有關。被捕男子被黑布蒙頭，由有組織罪案及三合會調查科警員帶走。消息指被捕者並非死者丈夫，與死者亦無親戚關係，目前仍追查其他可能涉案的人。 [來源請求] [1]
- 東鐵紅磡站發生電纜故障。事發於下午五時許，站內二號月台的高架電纜上一個絕緣體發生短路並冒出火花，消防處接報後派出50名消防員到場戒備，工程人員其後封閉其中一條路軌維修，列車服務一度受阻，至下午5時40分恢復正常。 明報 （页面存档备份，存于）

## 3月19日
（請按此參閱當天之報章頭條）
- 被控殺死三名性工作者的巴基斯坦籍男子，下午在粉嶺法院提堂。裁判官接納控方要求，將案押後至3月25日，並還柙警方看管。而另一宗性工作者被殺案，死者驗屍結果顯示死者是窒息致死，由有組織罪案及三合會調查科調查。 明報 （页面存档备份，存于） （页面存档备份，存于）[1]
- 人力資源管理學會調查發現，香港在去年的人力市場職位空缺率及僱員流失率均創下近5年新高，並以零售業情況最顯著。該會指，企業在就業情況持續改善下，在招攬及挽留人才遇到不少挑戰，促請僱主提供有效的人力資源管埋策略。 明報 （页面存档备份，存于）

## 3月18日
（請按此參閱當天之報章頭條）
- 警方拘捕一名24歲巴基斯坦籍男子，懷疑與多宗性工作者劫殺案有關。警方得悉疑人曾前往澳門，故通知澳門司警將之拘捕。疑人持有香港身份證，並在他身上找到兩部屬死者手提電話。警方指此案仍須調查，不排除會有其他人被捕。 明報 （页面存档备份，存于） （页面存档备份，存于）[1]
- 統計處公佈，12月至2月的失業率是3.3%，下跌0.1%。而同期的就業不足率亦由2.1%跌至1.9%，兩項數字均為近十年的新低。政府表示會繼續促進市民就業，並會密切注視環球金融市場大幅波動及近期港股下跌對就業市場的影響。 香港政府新聞公報 （页面存档备份，存于）
- 八號幹線青沙公路沙田至長沙灣段將於星期五早上啟用。公路啟用後，使用八號幹線從沙田往來西九龍只需約5分鐘。隧道收費劃一為8元，預期可紓緩現時獅隧、城隧、大老山隧道及大埔公路不斷增加的交通流量。 香港政府新聞公報 （页面存档备份，存于）

## 3月17日
（請按此參閱當天之報章頭條）
- 大埔及北角再有性工作者疑被殺害，警方高度關注事件，表示會跟性工作者組織聯絡。 明報 （页面存档备份，存于）
  - 警方在下午接報，指有女子被發現昏迷北角電器道一個單位內，救護員到場後證實女事主經已死亡。現場消息指單位有搜掠痕跡，法醫官戴上手套及穿上保護衣搜集證據。有住客指大廈內有十多名性工作者，並不時有陌生人出入。
  - 另外，大埔凌晨亦發生兇殺案，一名35歲女子被發現倒臥廣福道80號的一個單位內，警員到場後相信事主星期六晚上約11時遇害。警方指三宗命案犯案背景相似，不排除是一名或數名疑犯去做這三宗案，案件現由新界北重案組調查。[1]
  - 警務處處長鄧竟成表示，非常關注近期多宗性工作者被殺案，警方將對案作全方位調查，並已嘗試聯絡相關組織。有關注團體表示，日內已接獲100個性工作者的求助或查詢電話，並批評警方一直歧視她們，最初並不積極處理案件。

## 3月16日
- 港府接獲農業部通報，廣州荔灣區金花新市場，有雞隻確診為感染H5N1而死亡。由於當地附近沒有供港雞場或加工場，故香港毋須暫停中國內地所有活禽及產品進口，但須暫停進口鄰近兩個觀賞鳥農場的活禽鳥21天。 香港政府新聞公報 （页面存档备份，存于）
- 新界再有性工作者遇害，警方於周六晚接報，指一名年約30歲的女子倒臥於大埔懷仁街某單位的客廳，送院後不治。死者的手袋有被搜掠痕跡，翌日將驗屍確定死因。元朗於周五晚亦有性工作者疑被遇害，警方正調查兩案是否有關。 明報 （页面存档备份，存于）

## 3月15日
（請按此參閱當天之報章頭條）
- 食衛局長周一嶽稱已接到內地通報，如雞隻染上禽流感，會即時停止疫區範圍內13公里的雞隻供港，政府又會在文錦渡及長沙灣批發市場加強抽查雞隻。另周一嶽又指流感病毒雖每年變種，但殺傷力未有增加，呼籲患病者要留在家中。 [來源請求]
- 香港立法會主席范徐麗泰對當選全國人大常委感到榮幸，冀日後可以成為中國內地與香港之間的溝通橋樑，將兩方面情況如實反映。她將盡快向人大常委會辦公廳請假，並待立會會期於7月完結後，全力投入人大常委的工作。 明報 （页面存档备份，存于）

## 3月14日
- 消委會研究指，不少藍莓產品稱可改善視力，但無臨床數據顯示產品有護眼功效。而薄血丸及肝素會跟藍莓素構成副作用，呼籲高血壓及糖尿病人不要食用。另有產品聲稱有預防癌症及心臟病功效，消委會已把資料轉交衛生署跟進。 消委會新聞稿

## 3月13日
（請按此參閱當天之報章頭條）

## 3月12日
（請按此參閱當天之報章頭條）
- 繼屯門何日東小學後，鄰近的元朗亦有小學爆發流感，教育局宣佈全港小學及幼稚園翌日起停課。 維基新聞
  - 元朗公立中學校友會小學近日爆發流感，部份家長於中午提早到校接子女回家，校方指是日有99名學生及1名教師告假，校方已要求學生戴上口罩，小息時亦要到操場洗手盤洗手，校方會取消假期內課外活動，並於3月31日起復課。  明報 （页面存档备份，存于）
  - 為減低流感在學校蔓延，政府宣佈全港小學、幼稚園、幼兒中心及特殊學校，於星期四起停課至3月28日止，食物及衛生局長周一嶽相信，有關決定可有效防止流感交叉感染；但有教育界人士批評停課決定過於倉猝。 香港政府新聞公報 （页面存档备份，存于）、香港電台[]
  - 由於公立醫院的入住率大增，入院人數較2007年同期增加16%，部分醫院的入住率更逾100%，醫管局會削減部份非緊急服務及手術，並將病床調到兒科和內科等需求較大的病房，又會把超時津貼增加25%，以鼓勵員工加班工作。 明報 （页面存档备份，存于）

## 3月11日
（請按此參閱當天之報章頭條）
- 行會通過興建沙田至中環綫鐵路，政府會先斥資374億港元興建鐵路，再租予港鐵經營50年，全線鐵路將於2019年落成，估計政府可收取918億港元的經營權費。另行會亦批准進一步規劃觀塘線延線，連接何文田至黃埔，造價42億港元，並由港鐵興建。明報 （页面存档备份，存于）

## 3月10日
（請按此參閱當天之報章頭條）
- 深港邊界區發展聯合專責小組召開首次會議，兩地政府初步決定在深圳蓮塘及香港香園圍中興建新跨境口岸，又同意加快研究發展落馬洲河套區的可行性。專責小組將每半年開會一次，兩地政府冀透過高層會晤以提高工作效率，並盡快開始發展。 明報 （页面存档备份，存于）

## 3月9日
- 明年在香港舉行的東亞運動會，兩款吉祥物分別名為「東仔」及「亞妹」。設計師梁伯強表示，吉祥物設計包含著奧運五色的斑紋，代表不同種族在香港共同參與這項盛事。而火及獅子的創作元素，則代表香港人不屈不撓的精神。 明報 （页面存档备份，存于）
- 善導會訪問了逾1,700名中小學生，發現中學生更注重網上社交和娛樂，而青少年網上守法意識，隨年齡增長而下降，善導會認為青少年的網上保護意識薄弱，政府應加強網絡守法意識教育，並應由年紀更小的學童開始。 明報 （页面存档备份，存于）
- 香港第二大麵包生產商香香麵包的廠房發生火災，幸損毀並不嚴重，對生產未有太大影響。 明報 （页面存档备份，存于）

## 3月8日
- 廣東省長黃華華透露，粵港澳三地政府已達成融資方案協議，港珠澳大橋的投資需要422億人民幣，三地政府適當給予一些補貼，然後進行招標，估計回本期要36.5年。現階段，三地政府將做好大橋的前期工作，讓工程可盡快動工。 明報 （页面存档备份，存于）
- 廣東省長黃華華否認，進行產業轉移是拋棄港商，他指出由於廣東土地有限且成本上漲，部分企業的利潤日少，故必須轉移到高新產業上。粵省仍然繼續倚靠及支持香港，並考慮將香港和深圳建立成為雙子城市，共同發展經濟。 明報 （页面存档备份，存于）

## 3月7日
（請按此參閱當天之報章頭條）
- 市場再次憂慮信貸危機，恆指跟隨外圍低開648點，跌穿23,000點水平，其後恆指持續下跌，最多跌近900點，收報22,501點，跌841點，成交830億港元。恆指於周內跌逾1,800點，跌幅約7.5%，是2001年9月以來最大的一周跌幅。 [來源請求]

## 3月6日
- 中共中央總書記、國家主席胡錦濤接見港澳全國人大代表及全國政協委員，他重申中國是特區的堅強後盾，又冀望港澳各界能集中發展經濟、改善民生，並循序漸進推進民主。另胡錦濤又稱年初內地發生雪災，港澳人士踴躍捐助，他對此表示衷心感謝。 明報 （页面存档备份，存于）

## 3月5日
（請按此參閱當天之報章頭條）
- 政府擬於年中推出「社區保母」托兒服務計劃，方便父母將0至6歲的子女，暫托於社區會堂或保母的家中。計劃耗資約4,500萬港元，並於深水埗、東涌、葵青及天水圍等多個地區，尋找當區的社福組織，或由在家的婦女提供服務。 明報 （页面存档备份，存于）

## 3月4日
（請按此參閱當天之報章頭條）
- 兩部九巴'晚上在沙田紅梅谷路與田心街交界相撞，24名巴士乘客及被撞巴士的司機，全被送往威爾斯醫院治理，另一名巴士司機則涉嫌危險駕駛被捕。事發於晚上近九時，一輛85號線巴士沿紅梅谷路落斜，被另一輛右轉入田心街的巴士撞到。 明報 （页面存档备份，存于）

## 3月3日
（請按此參閱當天之報章頭條）
- 匯控及恆生公佈2007年全年業績，兩者均較市場預期理想。
  - 匯控雖受次按業務影響，須撥備1341億港元，但全年純利達1490港元並再創新高。匯控承認北美業務面對重大挑戰，亞太業務成盈利重點。另匯控大幅改組董事局，加入鄭海泉、霍嘉治等三名執行董事，而鄧蓮如等三名非執行董事將退任。 [來源請求]
  - 受惠於理財業務表現突出，且自興業銀行的盈利貢獻增加，恆生銀行的全年盈利亦達破紀錄的182.4億港元，增長51%。期內理財業務表現突出，淨服務費收入上升逾九成，但商業客戶撥備增加且回撥金額減少，使貸款減值提撥增加110%。 明報[]

## 3月2日
- 已故藝人沈殿霞的追思會下午在紅館舉行，約有6000人參加。
  - 大會播放沈殿霞生活照及溫哥華喪禮片段，其女兒鄭欣宜讚揚母親是一個好演員，其專業的精神及積極態度值得後輩學習，出席人士又逐一獻花，向沈殿霞作最後致敬。 [來源請求]
  - 大批市民到紅館門外，透過電視屏幕觀看追思會直播，有市民認為沈殿霞為香港人帶來歡樂，即使末能進場參與追思會，也希望可以送沈殿霞最後一程。大會安排市民在追思會後帶同鮮花入場，向沈殿霞作最後致意。 [來源請求]

## 3月1日
- 土瓜灣有酒樓開業後三個月便突然結業，逾50名員工被拖欠工資及遣散費約80萬港元，有接受六折出糧的員工，發現支票不能兌現後到警署報警，勞福局局長張建宗指事件不尋常，勞工處會聯同警方調查事件並尋找酒樓東主。 明報 （页面存档备份，存于）
- 聾人女狀元李菁因長久在社會找不到工作和自己的價值，選擇輕生。她的家人其後成立慈善機構龍耳，協助聾人及弱聽人士融入社會。蘋果日報 （页面存档备份，存于）

## 有用參考連結
- 網站：雅虎香港 | Google香港 | 香港政府新聞網 | 新浪網新聞
- 報章：明報 | 明報即時新聞網 | 成報 | 蘋果日報 | 星島日報 | 香港經濟日報 | 大公報 | 文匯報 | am730 | 南華早報 | 頭條日報 | 晴報 |
- 電台：商業電台 | 新城電台 | 香港電台 | 澳門電台
- 電視：有線新聞 | 無綫新聞 | 亞視新聞 | now新聞台| 澳門電視台
- 其他：英文維基新聞（香港） | 英文維基新聞（澳門） | 網政廿一 | 獨立媒體 | BBC中文網 | Oh My News 國際版本 | 亞洲時報 | 獨立新聞在線 | 全球之聲 | 香港人網

1. 1 2 3 4 5  2008年香港性工作者連環兇殺案